# 1853 en arts plastiques
| Années des arts plastiques : 1850 - 1851 - 1852 - 1853 - 1854 - 1855 - 1856    |
| Décennies des arts plastiques : 1820 - 1830 - 1840 - 1850 - 1860 - 1870 - 1880 |

Cette page concerne l'année 1853 en arts plastiques.

## Événements
- 28 décembre : Par décret royal, l'Exposition nationale des beaux-arts, qui a vocation de devenir une biennale, est créée en Espagne, afin de donner un nouveau souffle à l'art espagnol. Ces expositions seront présentées jusqu'en 1968.

## Œuvres
- L'Arène divisée, huile sur toile d'Eugenio Lucas Velázquez.
- Les Baigneuses, huile sur toile de Gustave Courbet.
- La Princesse de Broglie, huile sur toile de Jean-Auguste-Dominique Ingres.

## Naissances
- 7 janvier : Jean-Baptiste Duffaud, peintre français († 17 juin 1927),
- 11 janvier : Georgios Jakobides, peintre grec († 13 décembre 1932),
- 13 janvier : Camille-Félix Bellanger, peintre français († 1923),
- 29 janvier : Joseph Rulot, sculpteur belge († 16 février 1919),
- 9 février : Paul Jamin, peintre français († 10 juillet 1903),
- 10 février :
  - Charles Denet, peintre français († avril 1939),
  - Marius Perret, peintre de marines français († 1900),
- 1er mars : Jean Geoffroy, peintre et illustrateur français († 15 décembre 1924),
- 4 mars : Armand Guéry, peintre français († 25 mai 1912),
- 8 mars :
  - Cécile Desliens, peintre française († 16 mars 1937),
  - Paul Vogler, peintre impressionniste français († 17 décembre 1904),
- 14 mars : Ferdinand Hodler, peintre suisse († 19 mai 1918),
- 22 mars : Isidor Kaufmann, peintre austro-hongrois († 16 novembre 1921),
- 26 mars : Lothar von Seebach, peintre, dessinateur, aquarelliste et graveur badois († 23 septembre 1930),
- 30 mars : Vincent van Gogh, peintre néerlandais († 29 juillet 1890),
- 1er avril : Joseph Mittey, peintre suisse d'origine française († 25 juin 1936),
- 2 avril :
  - Michel Maximilien Leenhardt, peintre français († 15 mai 1941),
  - Pierre-Nicolas Tourgueneff, sculpteur et peintre français († 21 mars 1912),
- 5 avril : George Roux, illustrateur et peintre français († 29 janvier 1929),
- 16 avril : Georges Cain, peintre français († 4 mars 1919),
- 30 avril : Carlos-Lefebvre, peintre paysagiste français († 1938),
- 13 mai : Adolf Hölzel, peintre allemand († 17 octobre 1934),
- 16 mai :
  - Guillaume Dubufe, peintre et illustrateur français († 25 mai 1909),
  - Germain Van der Steen, peintre, miniaturiste, héraldiste et historien français († 2 novembre 1923),
- 28 mai : Carl Larsson, dessinateur, illustrateur, peintre et aquarelliste suédois († 22 janvier 1919),
- 31 mai : Eugène Girardet, peintre orientaliste français († 5 mai 1907),
- 4 juin : Fernand Desmoulin, peintre et graveur français († 14 juillet 1914),
- 5 juin : Émile Noirot, peintre français († 5 juin 1924),
- 11 juin : Jules-Armand Hanriot, peintre, graveur et illustrateur français († 21 mai 1930),
- 20 juin : George Louis Poilleux Saint-Ange, peintre français († 1911),
- 23 juin : Magdeleine Real del Sarte, peintre français († 16 mars 1927),
- 28 juin : Adolphe Albert, peintre, graveur et militaire français († 30 mars 1938),
- 5 juillet : Tivadar Kosztka Csontváry, peintre expressionniste hongrois († 20 juin 1919),
- 9 juillet : Édouard Rosset-Granger, peintre de genre et de portrait français († 1934),
- 18 juillet :
  - Angelo Morbelli, peintre divisionniste italien († 7 novembre 1919),
  - Evert van Muyden, graveur, peintre, aquarelliste et illustrateur suisse († 27 février 1922),
- 30 juillet : Julian Fałat, peintre et aquarelliste portraitiste et paysagiste polonais († 19 juillet 1929),
- 11 août : Cesare Tallone, peintre italien († 21 juin 1919),
- 17 août : Emma Nallet-Poussin, peintre et sculptrice française († 29 mai 1932),
- 15 septembre : Joseph-Félix Bouchor, peintre français († 27 octobre 1937),
- 18 septembre : Francesco Filippini, peintre italien († 6 mars 1895),
- 19 septembre : Émile Eisman Semenowsky, peintre français et polonais († 31 juillet 1918),
- 21 septembre : Edmund Blair Leighton, peintre britannique († 1er septembre 1922),
- 17 octobre : Albert Bréauté, peintre français († 1939),
- 23 octobre : William Lamb Picknell, peintre paysagiste américain († 8 août 1897),
- 29 octobre : Mario Carl-Rosa, peintre paysagiste, écrivain et journaliste français († 1913),
- 30 octobre : Louise Abbéma, peintre française († 10 juillet 1927),
- 1er novembre : Maurice Leloir, peintre aquarelliste, dessinateur, graveur, écrivain et collectionneur français († 7 octobre 1940),
- 15 novembre : Charles Baude, graveur français († 13 novembre 1935),
- 27 novembre : Frank Bernard Dicksee, peintre et illustrateur britannique († 17 octobre 1928),
- 2 décembre : Pierre Lagarde, peintre et pastelliste français († 12 décembre 1910),
- 3 décembre : Stanisław Masłowski, peintre polonais († 31 mai 1926),
- 4 décembre : Eugène d'Argence, peintre français († 1920),
- 5 décembre : Paul Saïn, peintre français († 6 mars 1908),
- 13 décembre : Leonardo Bazzaro, peintre italien († 2 novembre 1937),
- 16 décembre : Roberto Ferruzzi, peintre italien († 16 février 1934),
- 19 décembre : Georges Laugée, peintre français († 5 décembre 1937),
- ? :
  - Auguste Auglay, peintre et affichiste français († 1925),
  - Paul Louis Bouchard, peintre français († 1937),
  - Ricardo Giovannini, peintre, comédien, chanteur, metteur en scène, photographe et décorateur italien († 1930),
  - Frédéric de Haenen, peintre et illustrateur néerlandais naturalisé français († 1er juin 1929).

## Décès
- 1er février : Nils Blommér, peintre suédois (° 12 juin 1816),
- 4 février : Coraly de Fourmond, peintre française (° vers 1801/1803)
- 25 février : Albert Grégorius, peintre belge (° 26 octobre 1774),
- 12 juin : Merry-Joseph Blondel, peintre français (° 25 juillet 1781),
- 22 juin :  Costanzo Angelini, peintre, graveur  et écrivain italien (° 22 octobre 1760),
- 28 juin : Charles Marie Bouton, peintre français (° 16 mai 1781),
- 2 septembre : Jean-Michel Grobon, peintre, graveur et sculpteur français (° 19 décembre 1770),
- 29 octobre : Eugène-Jean Damery, peintre français (° 14 septembre 1823),
- 7 novembre : Johann Dominik Bossi, peintre italien († 27 juillet 1767),
- 16 décembre : Johann Peter Hasenclever, peintre allemand (° 18 mai 1810),
- 24 décembre : Amédée de Beauplan, auteur dramatique, compositeur et peintre français (° 11 juillet 1790).

- ? :
  - Pierre Michel Adam, graveur français (°29 mai 1799),
  - Janko Mihailović Moler, peintre serbe (° 1792),
  - Charles-Auguste van den Berghe, peintre néo-classique français (° 1798).